# 新角鮟鱇
新角鮟鱇（学名：Neoceratias spinifer），又名深海鮟鱇、大棘新角鮟鱇，为新角鮟鱇科新角鮟鱇屬下的唯一一个种，分布于分布於中西太平洋1200公尺以上的水域。